# 14445 Koichi
14445 Koichi è un asteroide della fascia principale. Scoperto nel 1992, presenta un'orbita caratterizzata da un semiasse maggiore pari a 3,0102647 au e da un'eccentricità di 0,2178937, inclinata di 2,30573° rispetto all'eclittica.